# Broj 23
Broj 23 (engl. The Number 23) je američki triler iz 2007. godine koji je napisao Fernli Filips, a režirao Džoel Šumaher.

## Broj 23
Džim Keri glumi čoveka koji postaje opsednut enigmom 23 kada o tome pročita u čudnoj knjizi koja je u stvari ogledalo njegovog života. Film je objavljen u Sjedinjenim Američkim Državama 23. februara 2007. Ovo je drugi film koji je spojio Šumahera i Kerija, a prvi je Betmen Zauvek. Film je prikupio 77,6 miliona dolara i ima ocenu odobravanja od 8% na Roten Tomatousu.

## Radnja
Valter Sperou je službenik za kontrolu životinja oženjen Agatom; imaju sina, Robina. U knjižari Agata počinje gledati knjigu pod nazivom Broj 23 koju je napisao Topsi Krets. Kasnije poklanja Valteru knjigu kao rođendanski poklon. Valter počinje čitati knjigu, primjećujući neobične sličnosti između sebe i glavnog lika, detektiva koji sebe naziva „Fingerling”. Ogledajući se detektivom, Valter postaje opsednut enigmom, idejom da su svi incidenti i događaji direktno povezani sa brojem 23 ili nekim brojem povezanim sa 23. Kada on pokuša da upozori Agatu na broj, ona mu kaže da je lud.
Valterova opsesija navodi ga da veruje da knjiga ima tajne uvide u njegov život. Kad pročita da Fingerling ubija svoju devojku, Valter počinje da sanja o ubistvu Agate. Agata ga upućuje svom prijatelju Ajzaku Frenču, koji predlaže Valteru da nađe autora knjige ako želi odgovore.
Valterova potraga dovodi ga do otkrića ubistva Lore Tolins. Sada verujući da je knjiga prikriveno priznanje, Valter počinje da traži njenog ubicu. Dokazi pronađeni u psihijatrijskoj bolnici otkrivaju da je Valter u stvari Topsi Krets, koji je knjigu napisao kao način da se oslobodi krivice koju je osećao zbog ubistva Tolinsonove. Nikad nije osumnjičen za zločin, a umesto njega Kajl Flinč je osuđen i zatvoren. Valter se zabavljao sa Tolinsonovom 13 godina ranije, ali ona ga je ostavila zbog Flinča.
Valter je zbog ljubomore izudarao Tolinsonovu do smrti i napustio mesto zločina, nekoliko trenutaka pre nego što je Flinč stigao i dodirnuo nož, implicirajući na ubistvo. Zaokupljen krivicom, Valter je odlučio da se ubije i počeo da piše oproštajnu poruku, ali je otkrio da ne može prestati da piše; poruka je na kraju postala knjiga. Preživeo je pokušaj samoubistva, ali ga je trauma glave ostavila u amneziji.
U strahu da će povrediti porodicu, napušta dom i odlazi u isti hotel u kojem je pokušao samoubistvo. Agata pronalazi Valtera u hotelu i uverava ga da više nije osoba kakav je bio kada je napisao knjigu. Valter insistira na tome da je ubica i govori Agati da ode pre nego što i nju ubije. Napušta hotel i trči na ulicu, gde zamalo dozvoljava da ga pregazi autobus.
Valter odlazi sa puta u poslednjem trenutku kada shvati da ga sin posmatra. Valter se prijavljuje u policiju i čeka izricanje kazne, rečeno mu je da će sudija verovatno biti blag prema njemu. Pogrebna povorka odvija se ispred groba Tolinsonove, gde se upućuje na to da je njeno telo konačno položeno da počiva u miru, što posmatra i sam Flinč, kao slobodan čovek.

## Uloge
- Džim Keri kao Volter Sperou / Fingerling
- Pol Bučer kao mladi Valter Sperou / fingerling
- Virdžinija Medsen kao Agata Pink-Sperou / Fabricija
- Logan Lerman kao Robin Sperou
- Deni Hjuston kao Ajzak Frenč / Dr. Majls Finiks
- Rona Mitra kao Lora Tolins
- Bad Kort (nekreditiran) kao Dr. Leri
- Kris Ledžoa kao Benton
- Mark Pelegrino kao Kajl Flinč
- Lin Kolins kao samoubica plavuša / gđa. Dobkins / Majka mlade Fingerling
- Mišel Artur kao Sibil
- Ed Lauter kao otac Sebastijan
- Kori Stol kao narednik Barns

## Odziv
Film ima ocenu odobravanja od 8% na Roten Tomatousu na osnovu 189 kritika; prosečna ocena je 3,49 / 10. Konsenzus ove stranice glasi: „Džim Keri bio je oštar u mnogim ne-komedijskim ulogama, ali ovaj bujni, pregrejani i samoozbiljni podzemni brod nije jedan od njih. Broj 23 je nespretan, nezauzet i uglavnom zbunjujući.“
Od malobrojnih kritičara kojima se svideo film, izdvajaju Ričard Ruper i kritičar Džordž Penakio sa Kej-ej-bi-ci TV-a (engl. KABC-TV) iz Los Anđelesa, koji su ocenili film sa „2 palca gore” u televizijskoj emisiji Ibert & Ruper. Međutim, Majkl Filips, menjajući Iberta u emisiji Najgori iz 2007. (emitovana 12. januara 2008), stavio je broj 23 na 7. mesto na svojoj listi najgorih (Ruper ga nije uvrstio na svoju listu).
Piter Čravers iz Roling Stouna proglasio je film najgorim zvezdastim vozilom na svojoj listi najgorih filmova 2007, dok je Kolm Endžru iz Manks Independenta rekao da film „donosi raskalašnu zbunjujuću priču sa samo nekoliko ubačenih stilskih elemenata”. Film je nominovan za dve Tin Čois nagrade.  Za svoj performans, Keri je nominovan za nagradu Zlatna malina za najgoreg glumca na 28. Zlatnim malinovim nagradama,  ali je izgubio od Edija Marfija iz filma Norbit.

### Blagajna
Na uvodnom vikendu, Broj 23 zaradio je 14.602.867 dolara, stigavši drugi iza Goust Rajderovog drugog vikenda. Nakon pet nedelja puštanja, film je prikupio 35,193,167 dolara u domaćim blagajnama i 42,373,648 dolara u inostranstvu, za sveukupnu vrednost od 77,566,815 dolara.  Film je objavljen u Velikoj Britaniji 23. februara 2007, a otvoren je 3. po redu iza Šarlotine mreže i Hot Faza. 

## Domaći mediji
Film je objavljen na DVD-u Ridžin 1 24. jula 2007; izdanje sadrži i pozorišnu verziju i produženu verziju, koja traje dodatna četiri minuta. Posebne karakteristike uključuju izbrisane scene, poput mnogo apstraktnijeg alternativnog otvaranja i naizmeničnog završetka koji daje još nekoliko detalja o Valterovoj zatvorskoj kazni i nagoveštava mogućnost da bi sin mogao biti izložen istim opsesijama kao i njegov otac.
Disk takođe uključuje intervjue sa matematičarima, psiholozima i numerolozima. DVD prikazuje film u preko 23 poglavlja. Od 24. avgusta 2007. godine, broj 23 je prikupio 27,7 miliona dolara od DVD-a za iznajmljivanje. Ovo je poslednji DVD u Infinifilm biblioteci .

## Spoljašnje veze
Film Broj 23 na Aj-em-di-bi (engl. IMDb)
Film Broj 23 na Ti-si-em Muvi Dejtabejs (engl. TCM Muvi Database)
Film Broj 23 na Boksofis Moudžo
Film Broj 23 na Roten Tomatous